# Sue Stap
Sue Stap (3 giugno 1954) è un'ex tennista statunitense.

## Carriera
In carriera ha vinto un titolo di doppio, il Carolinas International Tennis nel 1971, in coppia con Chris Evert. Nei tornei del Grande Slam ha ottenuto il suo miglior risultato raggiungendo i quarti di finale di doppio misto agli US Open nel 1974, in coppia con l'australiano Ray Ruffels, e nel 1975, in coppia con il connazionale Clark Graebner.

## Statistiche

### Doppio

#### Vittorie (1)
| Numero | Anno           | Torneo                                    | Superficie | Compagna    | Avversarie in finale       | Punteggio     |
| 1.     | 18 aprile 1971 | Carolinas International Tennis, Charlotte |            | Chris Evert | Janet Newberry Eliza Pande | 6-3, 1-6, 6-3 |

### Doppio

#### Finali perse (1)
| Numero | Anno           | Torneo                             | Superficie | Compagna      | Avversarie in finale         | Punteggio     |
| 1.     | 6 ottobre 1974 | Virginia Slims of Houston, Houston |            | Virginia Wade | Janet Newberry Wendy Overton | 6-4, 5-7, 2-6 |